# Rassemblement démocratique océanien
Pour les articles homonymes, voir Rassemblement démocratique.
 (février 2016).
Si vous disposez d'ouvrages ou d'articles de référence ou si vous connaissez des sites web de qualité traitant du thème abordé ici, merci de compléter l'article en donnant les références utiles à sa vérifiabilité et en les liant à la section « Notes et références ».
 (février 2016).
Le Rassemblement démocratique océanien (RDO) est un parti politique composé essentiellement de ressortissants Wallisiens et Futuniens de Nouvelle-Calédonie. Il a été créé le 12 février 1994 à l'issue d'une scission de l'Union océanienne, premier parti politique ethnique de la communauté wallisienne et futunienne, dont Aloisio Sako était le vice-président. Ce dernier est par la suite devenu le premier président du RDO. Le parti prône des valeurs socialistes qu'il estime être communes à l'ensemble des cultures océaniennes (mélanésiennes et polynésiennes). Il est favorable à l'émancipation de la Nouvelle-Calédonie par l'accès à la pleine souveraineté de cet archipel ainsi qu'au développement d'un modèle d'indépendance socialiste, proche selon lui du fonctionnement ancestral de la société océanienne. Il fait partie du FLNKS.

## Histoire
Dès la fin de la Seconde Guerre mondiale, une immigration massive des Wallisiens et Futuniens de Nouvelle-Calédonie se produit pour répondre à un besoin en main d’œuvre sur les différents chantiers industriels de l'île (Barrage de Yaté, sites miniers de la Société Le Nickel). Cependant, cette population est peu instruite et certains subissent un choc culturel, avec des difficultés d'intégration, qui engendrent par la suite des tensions intercommunautaires.  
Dans les années 1980 sévissent des milices essentiellement formées par des Wallisiens et Futuniens de Nouvelle-Calédonie (« tama aux gros bras ») pour « casser du kanak » payées par des fonds publics, sous l'aile de Jacques Lafleur. Les conséquences de ces tensions resteront ancrées dans les esprits de certains Mélanésiens indépendantistes, et la rancœur « anti-wallis » naîtra de cet épisode, en dépassant le contexte politique initial dans les années suivantes. Cette rivalité entre les Kanaks, les Wallisiens et Futuniens de Nouvelle-Calédonie fut reprise par la droite loyaliste locale, qui créa le slogan : « À l'indépendance de Kanaky, Wallis dehors ! ». 
Un exemple de ces tensions est une réplique de Jean-Marie Tjibaou, leader indépendantiste, répondant à une question qui lui fut posée par Alain Rollot, journaliste du Monde, sur le sort des ressortissants de Wallis-et-Futuna vivant en Nouvelle-Calédonie : « ce sont des grands navigateurs ».

## Principes idéologiques et philosophiques
La stratégie globale du RDO est centrée sur la médiation entre les deux communautés. Selon son président, le RDO ne prétend pas « parler à la place du Kanak », ni revendiquer des droits sur le foncier, ou bien même faire le procès de l'État français. Il reconnaît en revanche la légitimité de la lutte kanak, qu'il accompagne sous la forme d'un partage des valeurs et d'une mise à contribution de ses forces vives.  
Un autre objectif majeur du RDO est donc de faire prendre conscience aux ressortissants Walisiens et Futuniens, des conditions socio-économiques et des mutations opérées par la société calédonienne depuis les troubles politiques des années 80. Le parti souhaite rétablir un lien et construire une relation durable entre la communauté formée par les ressortissants de Wallis-et-Futuna en Nouvelle-Calédonie avec la communauté kanake. 
Le RDO justifie sa politique via l'existence supposée d'une entente historique, établie lors des premiers échanges il y a près de trois siècles avant l'arrivée de James Cook entre l'île d'Iaai devenu Ouvéa " Lalo " et les Îles Loyauté. À cette époque, les clans de Kaukelo du royaume de Uvea " Mamao " furent installés par les Kanaks à Takedji. Ce modèle d'intégration est cité comme un exemple de réussite dans les relations entre ces deux communautés, bien avant l'arrivée des premiers Européens. Une preuve utilisée est la langue fagauvea pratiquée par une partie de la population d'Ouvéa. Cette langue découlerait du tongien, langue originelle des îles Wallis-et-Futuna, car l'île d'Uvea (Wallis) fut jusqu'au XVIe siècle une colonie de Tonga. Ce processus est cité en contraste avec les procédés coloniaux de l'époque du bagne.        
Lors de la prise d'otages d'Ouvéa, les militants indépendantistes auraient été pour la plupart issus de ce groupe, établi à Téouta du fait de la christianisation, venant de Tonga et de Rarotonga.       
C'est un objectif ambitieux, dans la mesure où il pointe dans un sens apparemment contraire à l'attachement naturel que les ressortissants de Wallis-et-Futuna ont nourri depuis la reine Amélia (traité de protectorat de 1887, voir Histoire de Wallis-et-Futuna) puis consolidé en 1961, lorsque le territoire devint un Territoire français d'outre-mer sous le règne du roi Tomasi Kulimoetoke II.  
La démarche du RDO est donc délicate, car elle vise le rapprochement de deux communautés dont les rapports avec la France sont diamétralement opposés. En effet, la première ayant subi les tumultes du bagne de Nouvelle-Calédonie, les brutalités de l'Empire colonial français, et le Code de l'indigénat, elle se retrouve face à une communauté qui a adopté le sentiment d'appartenance à la France comme une seconde nature. Cette relation entre deux « contraires » a été fragilisée par les troubles des années 1980. Le RDO fait ce pari de la médiation pour créer des conditions favorables au Destin commun et assurer un avenir durable pour ses ressortissants qui projettent de continuer à vivre en Nouvelle-Calédonie.   
Au-delà de l'idée générale, d'autres thèmes préoccupent les leaders du mouvement. Ils dénoncent les situations de monopoles sur l'importation, le manque d'adéquation entre la fiscalité et les revenus, l'accès aux formations supérieures, l'échec scolaire, les problèmes de santé qui touchent de plein fouet la communauté wallisienne et futunienne tels que le diabète, l'obésité et les insuffisances rénales. C'est donc par le biais de l'opposition et de la voix du Front de libération nationale kanak et socialiste, qu'il porte ses propositions au niveau du Congrès de la Nouvelle-Calédonie, des Provinces et du Gouvernement.

## Mise en action
[non neutre]Son action se décline alors sous plusieurs axes comme : 
- La réunion de ses militants dans les actions politiques du FLNKS, notamment dans le bureau politique où ses membres sont présents ainsi que dans les différentes commissions du front indépendantiste. Le RDO anime le bureau politique trois mois dans l'année, entre juillet et septembre.  Fin 2016, son président, Aloisio Sako et Seleone Tuulaki participent à l'élaboration du projet politique du Front de libération nationale kanak et socialiste, aux côtés des leaders indépendantistes tels que Louis Mapou (élu de la province Sud), Jean-Pierre Djaïwé (directeur de cabinet de la province Nord), André Gopoea (ancien membre du gouvernement de la Nouvelle-Calédonie), Pierre Chanel Tutugoro (maire de Ponérihouen), Jean Creugnet (secrétaire général de l'UPM) puis de Daniel Goa (président de l'Union calédonienne). Ce projet est à ce jour la référence idéologique du FLNKS, il contient les grands principes, les valeurs ainsi que les orientations socio-économiques du mouvement politique pour le nouvel État indépendant post-référendum de novembre 2018. Le projet du FLNKS est par ailleurs traduit en langue fakauvea puis diffusé dans les réseaux sociaux ainsi que dans les structures coutumières wallisiennes et futuniennes.

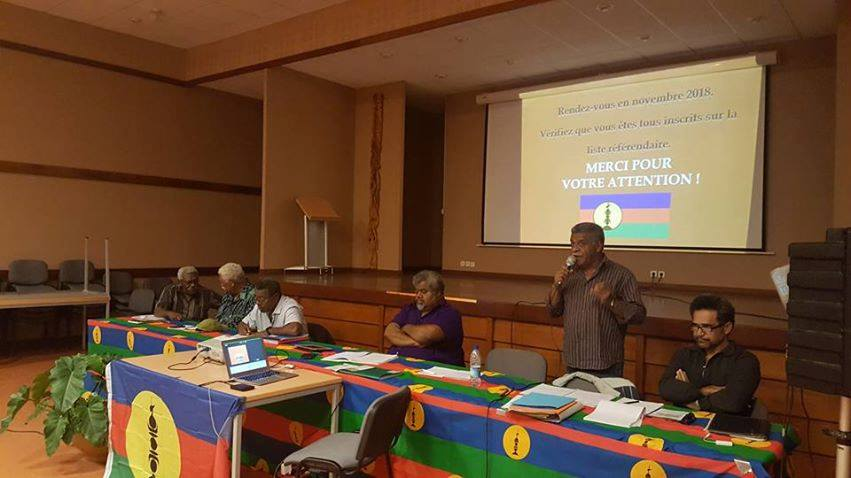
Campagne de promotion du projet du FLNKS, août 2017 à Lafoa.

- La multiplication des échanges culturels entre les clans mélanésiens et les différents représentants coutumiers de Wallis-et-Futuna (création du centre culturel Kaimolo, transformé en terre coutumière kanake insérant les clans wallisiens et futuniens) dans le but de trouver une passerelle de partage ainsi qu'une reconnaissance mutuelle et fraternelle.

- La participation ainsi que l'implication active dans les grands projets de la Société minière du Sud Pacifique, la formation et l'insertion dans la vie économique du pays (création et développement de structures économiques).

## Évolution depuis 1994
Le président Aloisio Sako essuie des critiques, notamment pour ses prises de position en faveur de l'indépendance kanak et socialiste, puis en interne par certains leaders indépendantistes qui lui reprochent un déploiement trop lent de son action au niveau de la communauté. Il lui est aussi reproché la coexistence du coutumier et du politique dans le parti, un concept assez mal compris par ses détracteurs. Les militants sont dans la grande majorité issus de la classe ouvrière, accumulant ainsi les difficultés financières, organisationnelles ainsi que le manque de cadres politiques.